# Kleine Röder (Große Röder)
Die Kleine Röder oder Wilde Röder ist ein etwa 20 km langer Wasserlauf in Sachsen im Einzugsgebiet der Elbe.

## Beschreibung
Das Gewässer entspringt am Südwesthang des Eierberges bei Lichtenberg im Landkreis Bautzen in ca. 300 Metern Höhe.
Unterhalb von Leppersdorf ändert der Bach seine südwestliche Abflussrichtung nach Norden und folgt damit der allgemeinen Geländeabdachung. Er durchfließt Kleindittmannsdorf mit vier ehemaligen Wassermühlen. Am Rand der mächtigen Okrillaer Beckensande schwenkt der Lauf in eine westliche Richtung und bildet die südliche Grenze der Mittelheide nördlich Lomnitz. Nach der Mündung des aus Großnaundorf kommenden Mittelwassers fließt die Kleine Röder südlich der Laußnitzer Heide weiter Richtung Westen bis Ottendorf-Okrilla. Sie mündet schließlich im Ortsteil Cunnersdorf von rechts in die Große Röder. Weitere Nebenbäche sind von Süden die Orla (Quelle bei Feldschlößchen) und von Norden das Lichtenberger Wasser.
Es gab häufig Hochwasserereignisse im Einzugsgebiet der Kleinen Röder. Größere Schäden unterschiedlichen Ausmaßes sind für die Jahre 1958, 2002, 2006, 2010, 2011, 2012 und 2013 belegt. Ein großes Hochwasser trat am 12. und 13. August 2002 auf. Dabei kam es zu hohen Schäden insbesondere in Leppersdorf und Ottendorf-Okrilla. Außerdem wurde das Tosbecken des Stausees Kleindittmannsdorf zerstört.

## Galerie

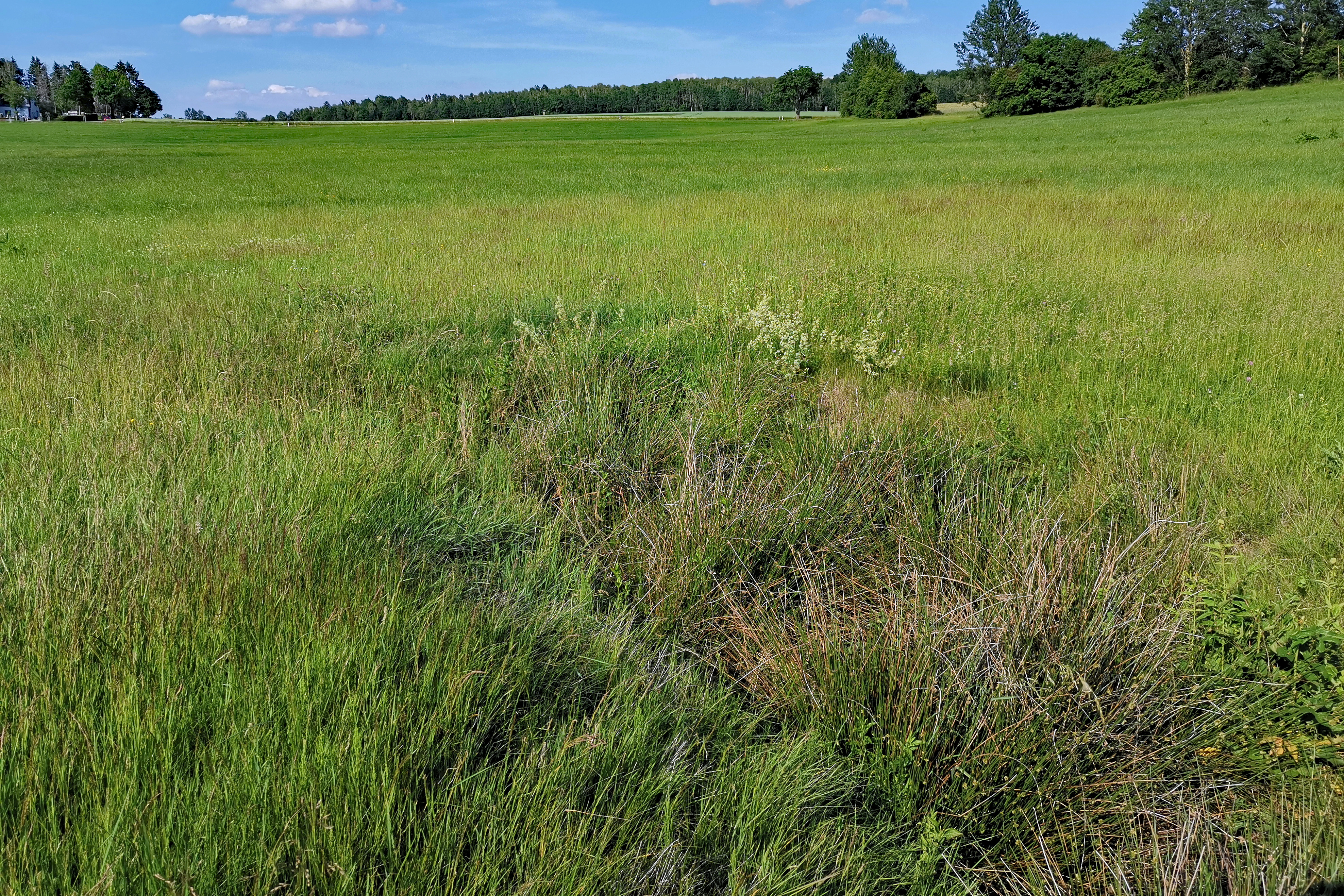
Quelle der Kleinen Röder am Fuße des Eierbergs
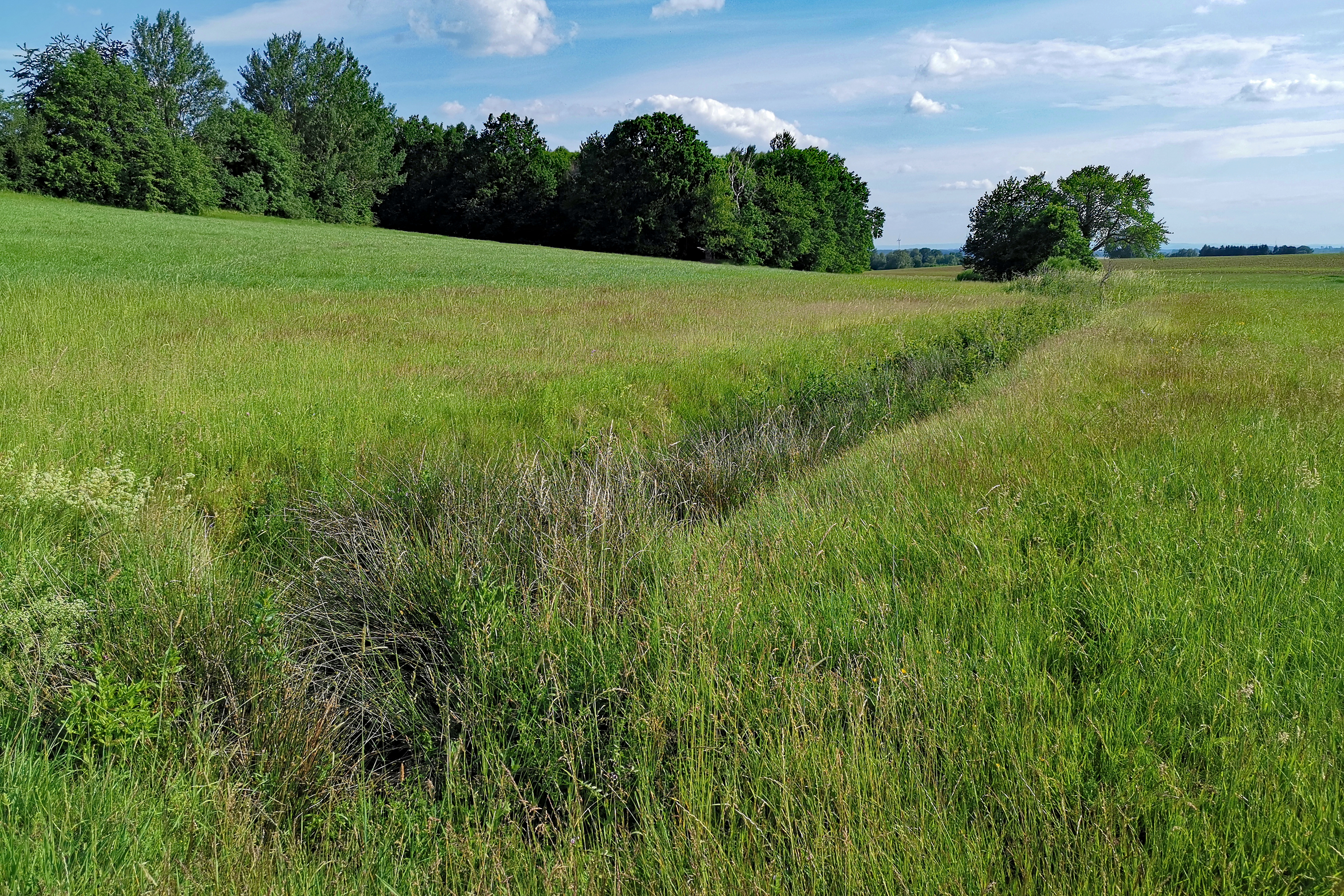
Quelle der Kleinen Röder, die zunächst Richtung Südwesten fließt
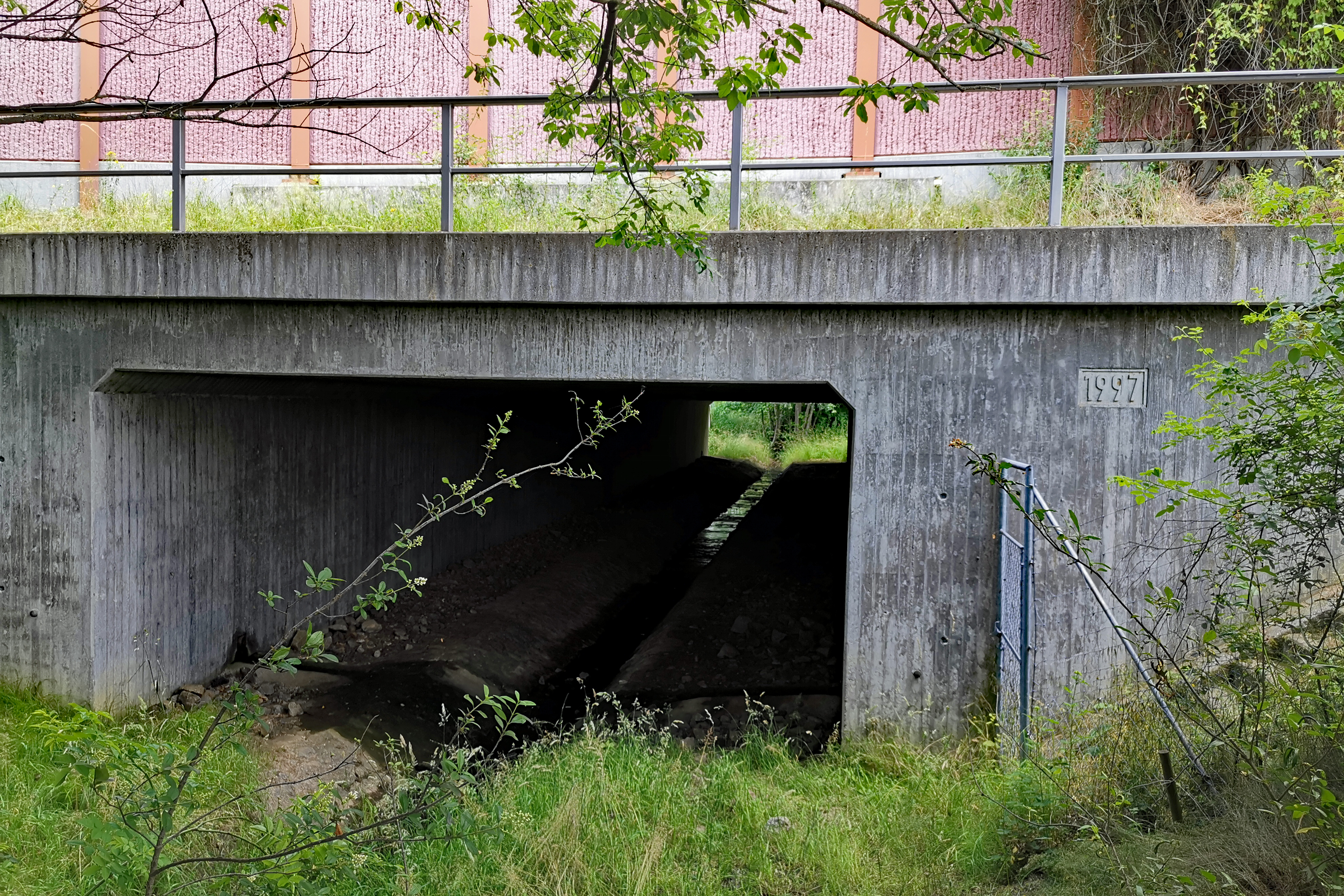
Durchfluss unter Bundesautobahn 4 bei Leppersdorf nahe dem ehemaligen Röderbad
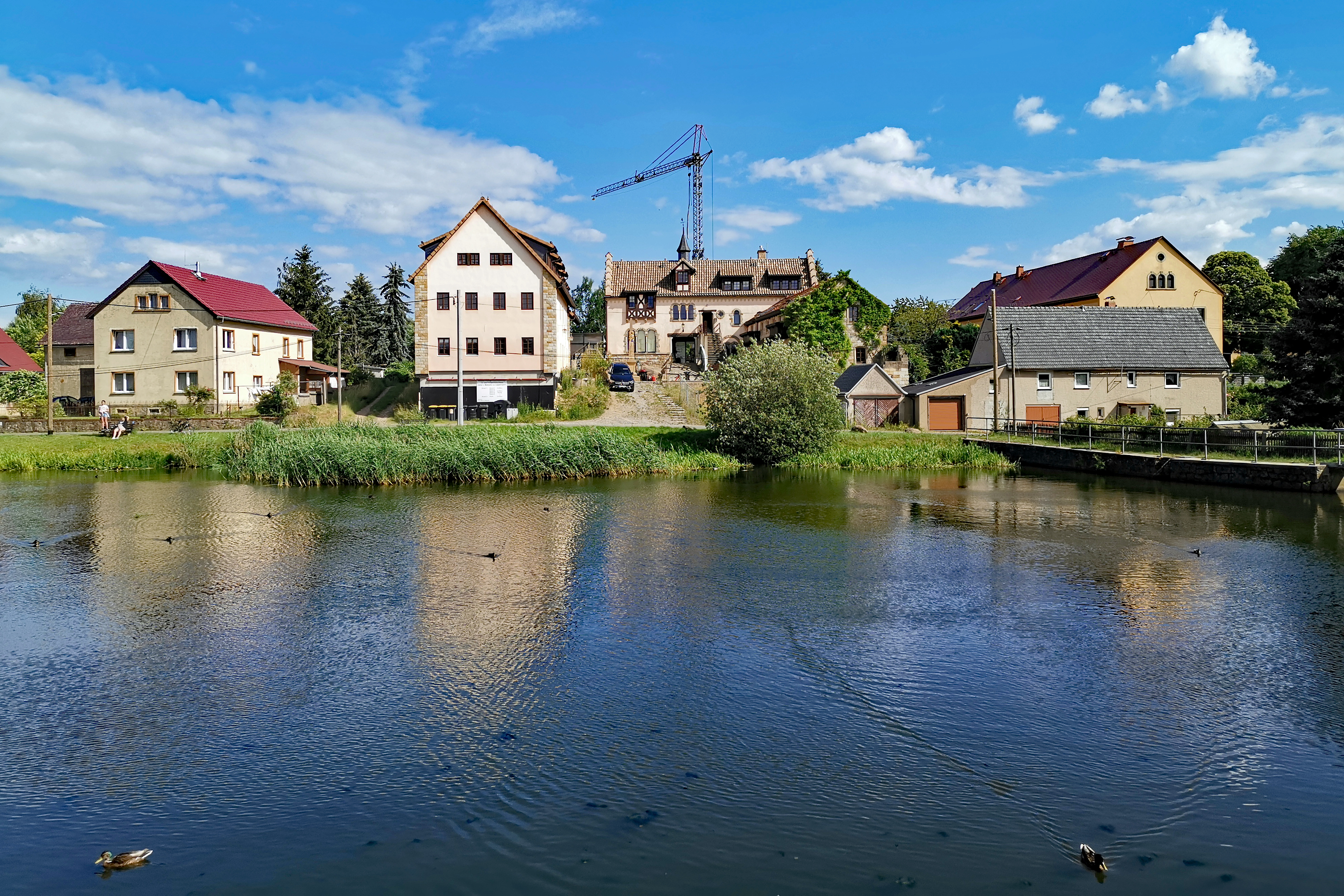
Die Kleine Röder durchfließt den Dorfteich von Leppersdorf (im Hintergrund Schlossneubau)
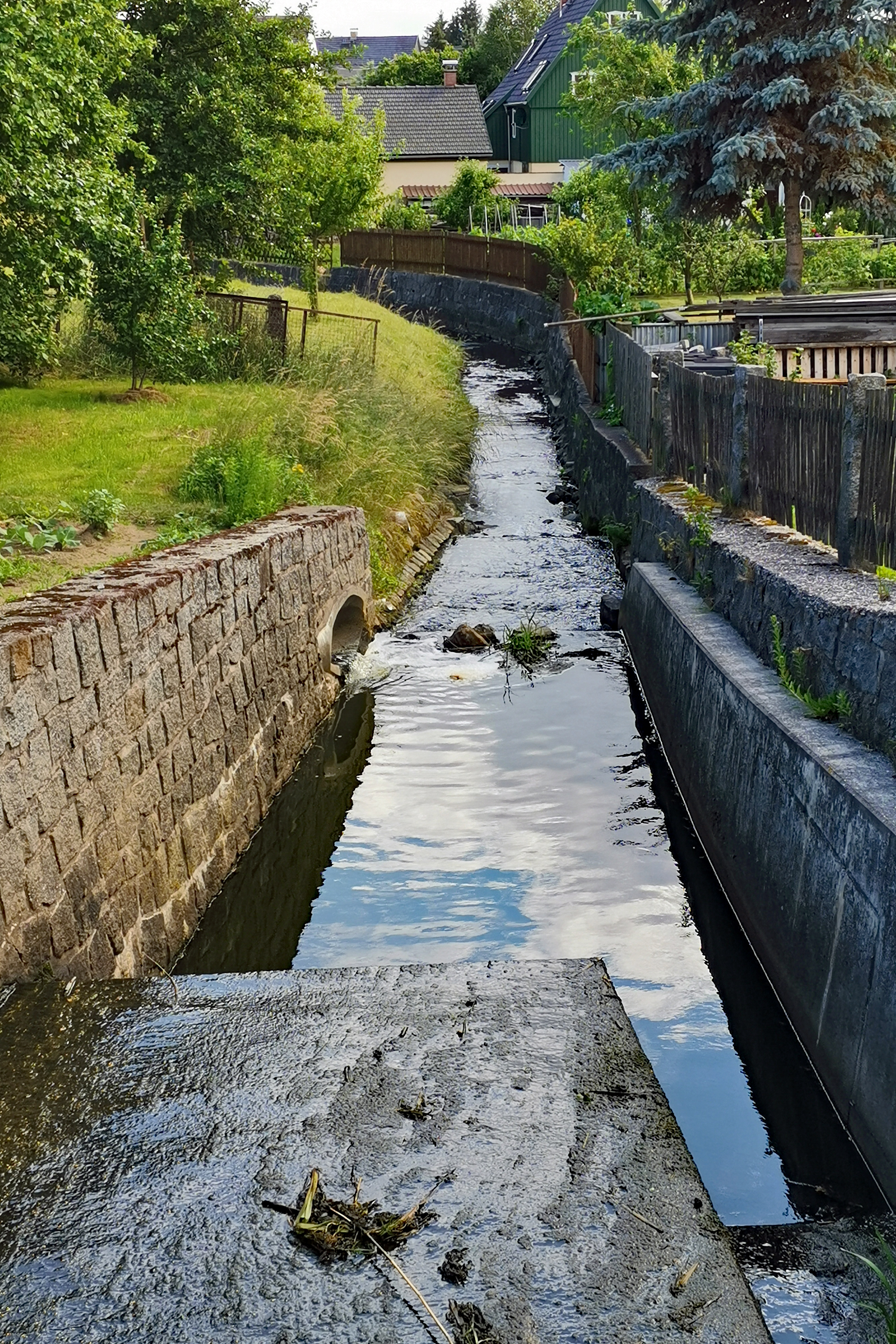
Abfluss des Leppersdorfer Dorfteichs in die Kleine Röder
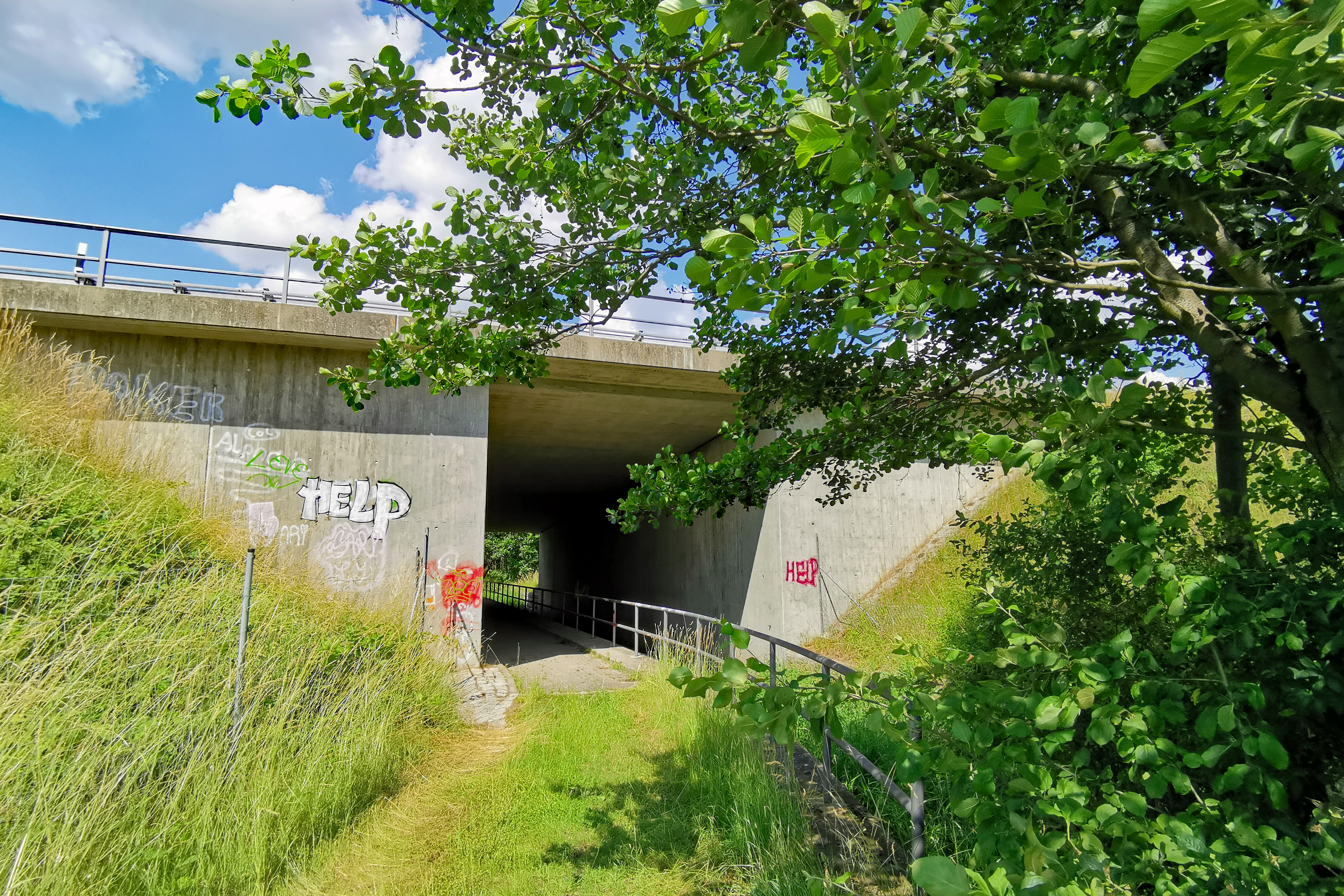
Kleine Röder und Kleindittmannsdorfer Steig führen Richtung Norden unterhalb Bundesautobahn 4
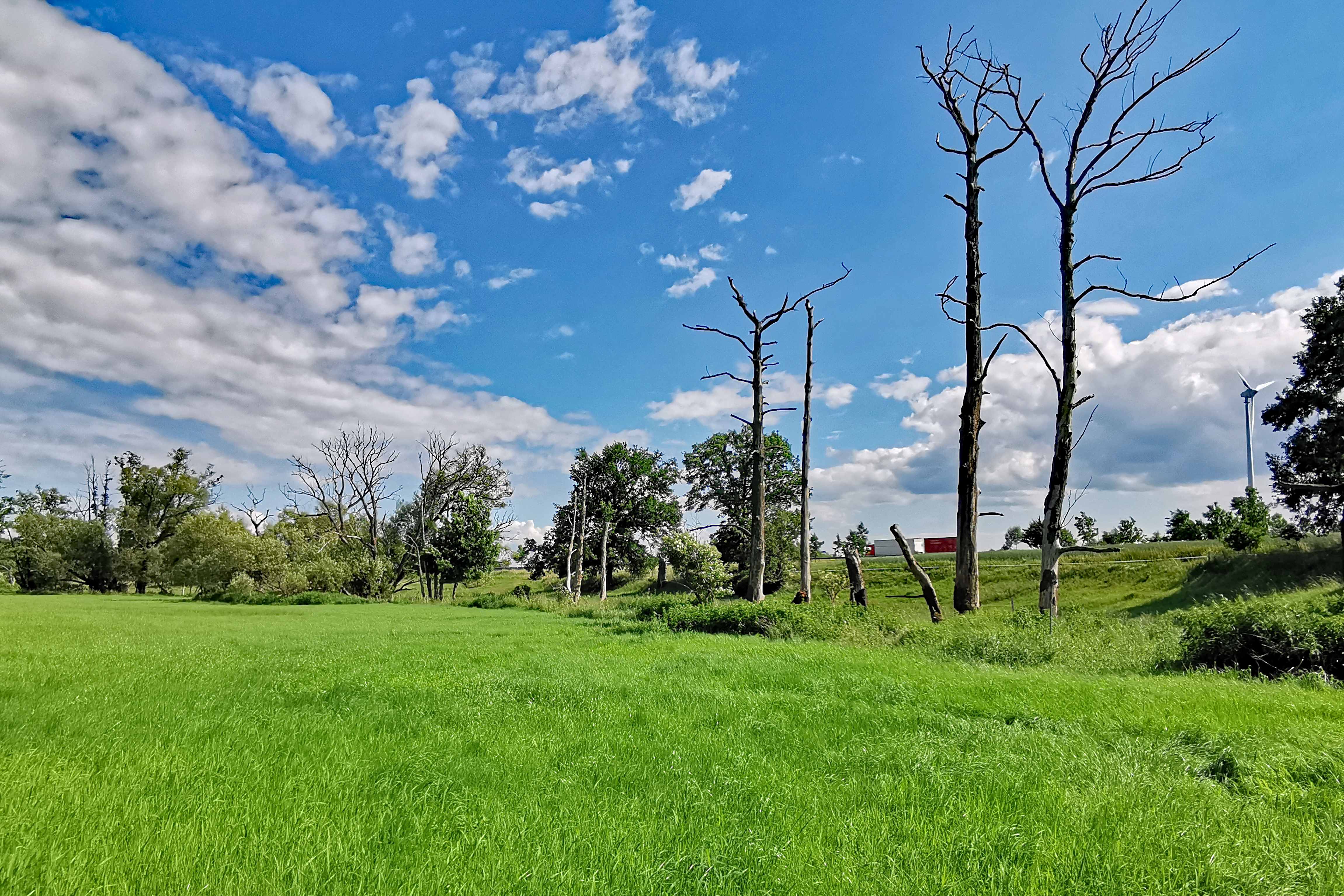
Kleine Röder bei Lichtenberg unmittelbar nördlich der Bundesautobahn 4
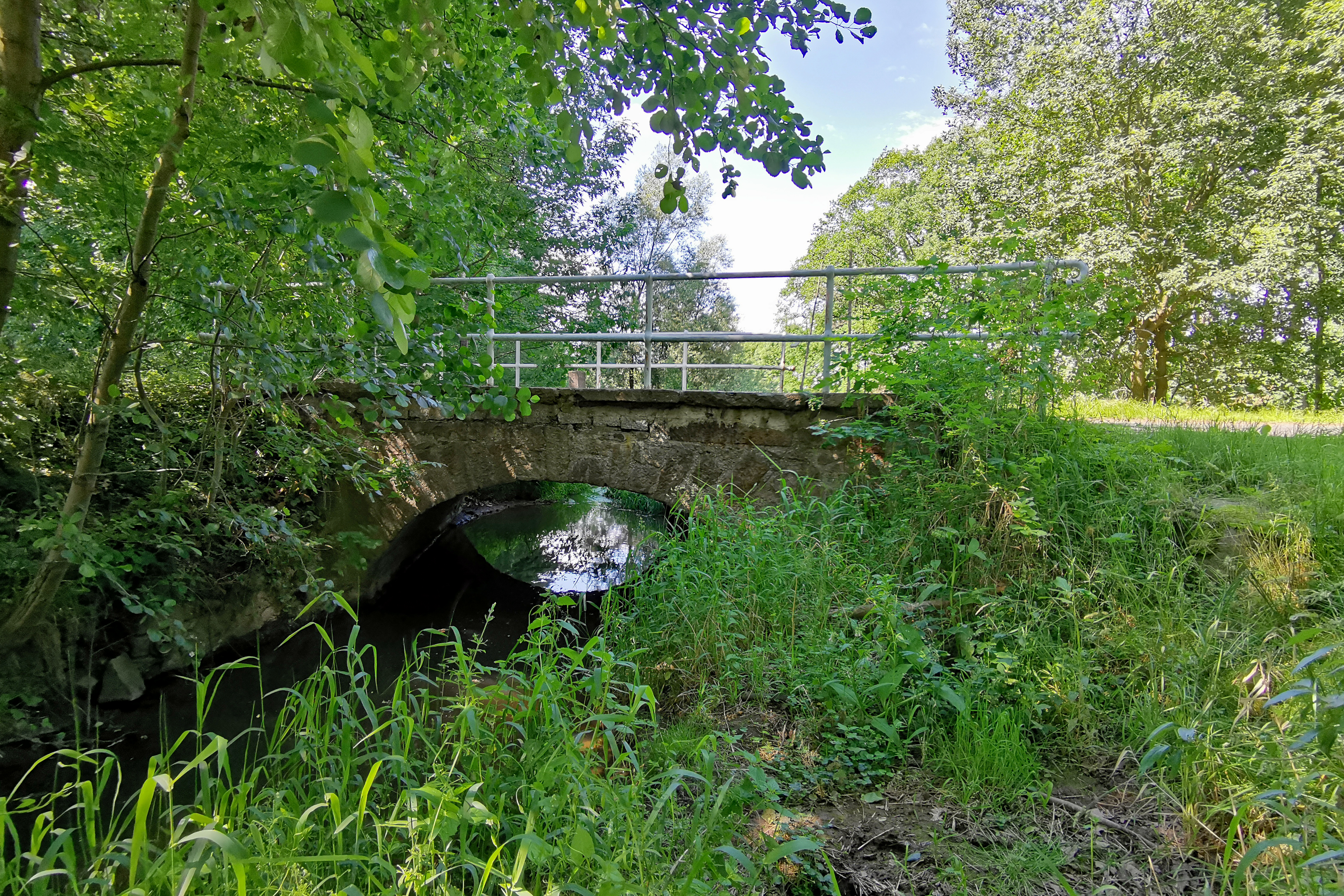
Unter Denkmalschutz stehende Brücke südlich Kleindittmannsdorf mit Grenzstein zum Rittergut Wachau auf der Brücke
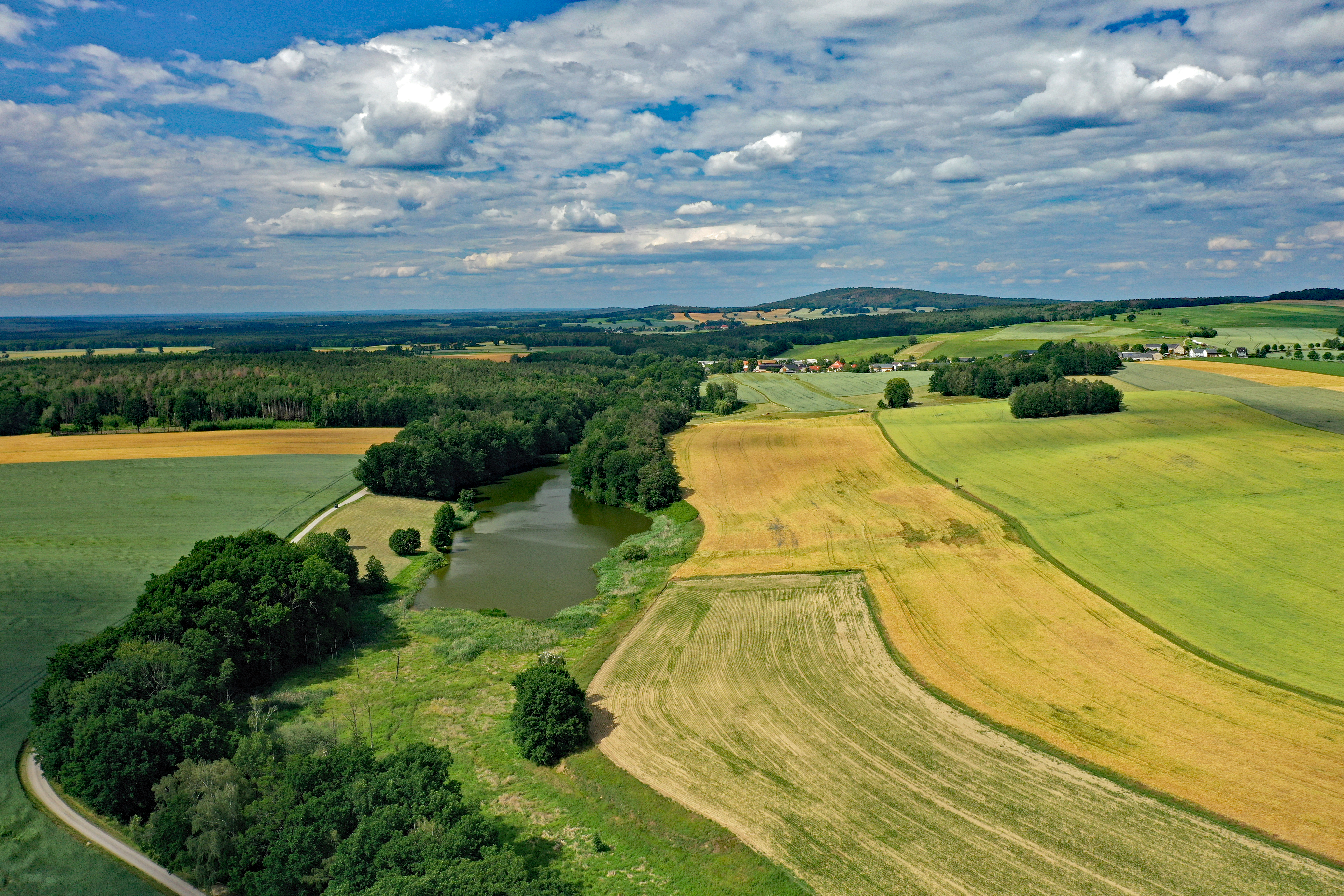
Luftbild des Stausees Kleindittmannsdorf (Blick nach Norden Richtung Kleindittmannsdorf)
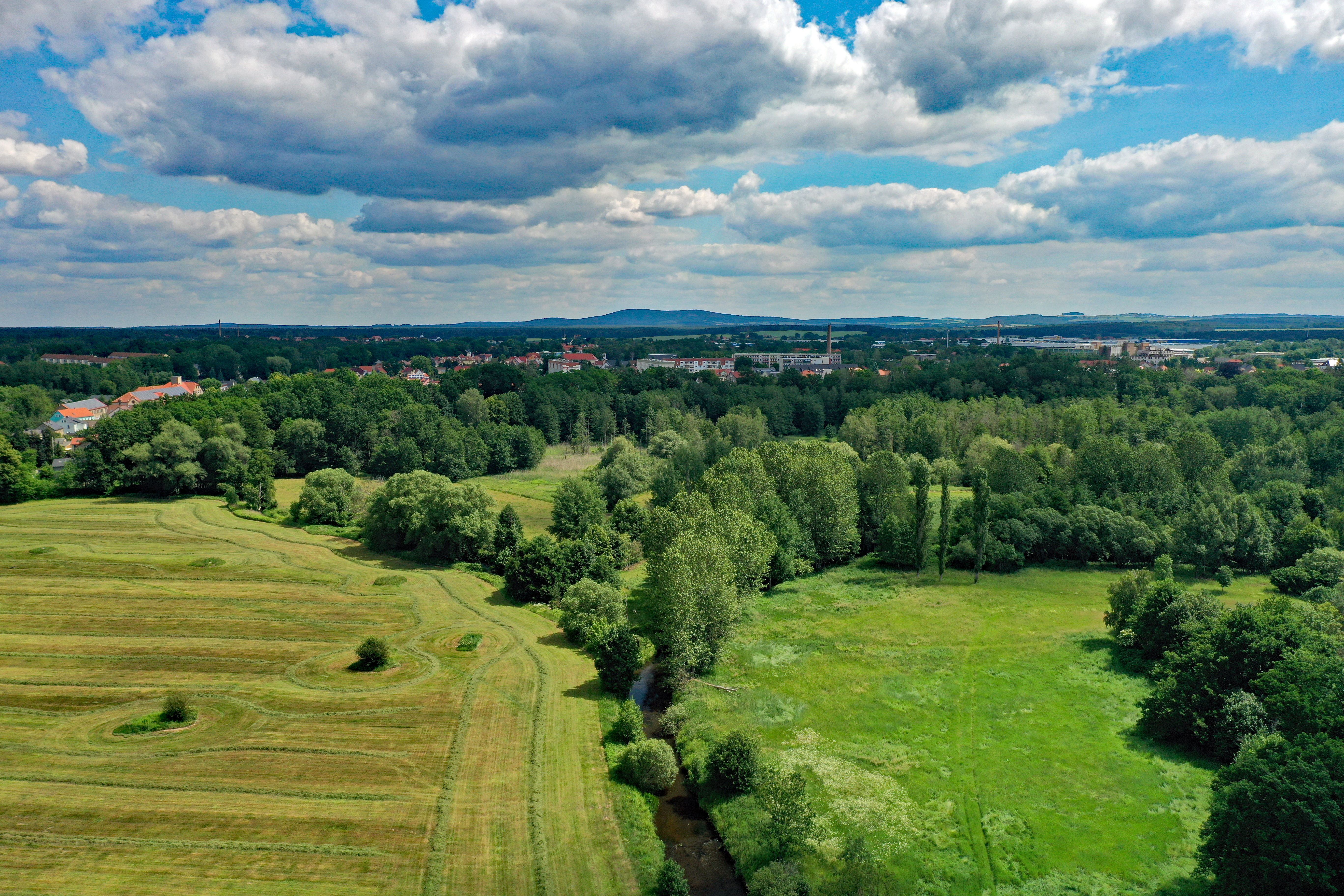
Luftbild der Mündung von Kleiner (bildlinks) in die Große Röder (bildrechts zu- und bildunten abfließend)